# The Story of Sonny Boy Slim
The Story of Sonny Boy Slim è il secondo album in studio del chitarrista e cantante americano Gary Clark Jr.
È stato pubblicato l'11 settembre 2015 dalla Warner Bros. Records. L'album include 13 brani inediti, che mostrano come lo stile di Clark spazi dal Blues al Rock ed al Soul ma abbia al contempo notevoli influenze Hip hop e R&B, influenze che rendono il suo stile unico e distinguibile.
Il Titolo dell'album è stato creato unendo due soprannomi a lui attribuiti durante l'infanzia: "Sonny Boy" era quello datogli dalla madre, mentre "Slim" gli fu dato nell'ambito della scena blues di Austin, ed è riferito a sue caratteristiche fisiche quali l'altezza e il fisico asciutto.

## Tracce
1. The Healing – 4:49
2. Grinder – 3:22
3. Star – 4:44
4. Our Love – 4:12
5. Church – 5:10
6. Hold On – 3:47
7. Cold Blooded – 3:43
8. Wings – 4:12
9. Byob – 1:00
10. Can't Sleep – 3:48
11. Stay – 3:45
12. Shake – 3:18
13. Down To Ride – 7:52